# Meyerius egregius
Meyerius egregius är en spindeldjursart som först beskrevs av van der Merwe 1968.  Meyerius egregius ingår i släktet Meyerius och familjen Phytoseiidae. Inga underarter finns listade i Catalogue of Life.